# لوون گریگوریان (نوازنده ویولونسل)
لوون آرامی گریگوریان (ارمنی: Լևոն Արամի Գրիգորյան؛  زادهٔ ۱۸ ژوئن ۱۹۱۵ - درگذشته ۷ اکتبر ۲۰۰۱) نوازنده ویولنسل اهل ارمنستان بود.  وی بین سال‌های - تا - میلادی فعالیت می‌کرد.

## زندگی‌نامه
وی در ۱۸ ژوئن ۱۹۱۵ در تفلیس به دنیا آمد و از کنسرواتوار دولتی چایکوفسکی مسکو فارغ‌التحصیل گشت.  همچنین برندهٔ جوایزی همچون هنرمند شایسته ارمنستان شوروی (۱۹۶۱) شده‌است. وی در ۷ اکتبر ۲۰۰۱ در سن ۸۶ سالگی درگذشت.